# Winter-X-Games 2010/Snowboard
Bei den Winter-X-Games 2010 wurden 7 Wettbewerbe im Snowboard ausgetragen.

## Männer

### Snowboardcross
| Platz | Sportler         | Land | Zeit         |
| ----- | ---------------- | ---- | ------------ |
| 1     | Nate Holland     | USA  | 1:31,942 min |
| 2     | Seth Wescott     | USA  | 1:32,510 min |
| 3     | Alberto Schiavon | ITA  | 1:32,529 min |
| 4     | Jayson Hale      | USA  | 1:36,675 min |
| 5     | J. J. Tomlinson  | USA  | 1:42,662 min |
| 6     | Nick Baumgartner | USA  | 1:45,771 min |

Datum: 30. Januar 2010

### Superpipe
| Platz | Sportler            | Land | Run 1 | Run 2 | Run 3 | Best Score |
| ----- | ------------------- | ---- | ----- | ----- | ----- | ---------- |
| 1     | Shaun White         | USA  | 95,33 | 31,66 | 58,00 | 95,33      |
| 2     | Iouri Podladtchikov | SUI  | 50,00 | 93,00 | 93,66 | 93,66      |
| 3     | Kazuhiro Kokubo     | JPN  | 78,33 | 91,00 | 38,00 | 91,00      |
| 4     | Greg Bretz          | USA  | 10,33 | 87,66 | 89,66 | 89,66      |
| 5     | Jarret Thomas       | USA  | 42,00 | 82,33 | 34,33 | 82,33      |
| 6     | Steven Fisher       | USA  | 70,00 | 74,66 | 42,00 | 74,66      |
| 7     | Luke Mitrani        | USA  | 57,00 | 56,00 | 36,66 | 57,00      |
| 8     | Louie Vito          | USA  | 40,00 | 46,66 | 35,66 | 46,66      |

Datum: 29. Januar 2010

### Slopestyle
| Platz | Sportler         | Land | Run 1 | Run 2 | Run 3 | Best Score |
| ----- | ---------------- | ---- | ----- | ----- | ----- | ---------- |
| 1     | Eero Ettala      | FIN  | 93,33 | 49,33 | 32,66 | 93,33      |
| 2     | Eric Willett     | USA  | 86,33 | 38,00 | 38,33 | 86,33      |
| 3     | Chas Guldemond   | USA  | 70,00 | 84,33 | 41,00 | 84,33      |
| 4     | Torstein Horgmo  | NOR  | 83,00 | 60,00 | 82,00 | 83,00      |
| 5     | Sage Kotsenburg  | USA  | 80,00 | 23,33 | 75,33 | 80,00      |
| 6     | Mikkel Bang      | NOR  | 62,66 | 21,33 | 35,33 | 62,66      |
| 7     | Tim Humphreys    | USA  | 51,66 | 30,00 | 33,33 | 51,66      |
| 8     | Halldór Helgason | ISL  | 26,33 | 21,00 | 45,66 | 45,66      |

Datum: 31. Januar 2010

### Big Air
| Platz | Sportler         | Land | Score       |
| ----- | ---------------- | ---- | ----------- |
| 1     | Halldór Helgason | ISL  | 100 (50+50) |
| 2     | Torstein Horgmo  | NOR  | 094 (47+47) |
| 3     | Mikkel Bang      | NOR  | 083 (47+36) |
| 4     | Tyler Flanagan   | USA  | 076 (41+35) |
| 5     | Eero Ettala      | FIN  | 072 (37+35) |

Datum: 30. Januar 2010

## Frauen

### Snowboardcross
| Platz | Sportler            | Land | Zeit         |
| ----- | ------------------- | ---- | ------------ |
| 1     | Lindsey Jacobellis  | USA  | 1:38,145 min |
| 2     | Helene Olafsen      | NOR  | 1:38,664 min |
| 3     | Joanie Anderson     | USA  | 1:43,018 min |
| 4     | Maria Ramberger     | AUT  | 1:44,156 min |
| 5     | Aleksandra Schekowa | BUL  | 1:44,509 min |
| 6     | Émilie Aubry        | SUI  | 1:45,394 min |

Datum: 30. Januar 2010

### Superpipe
| Platz | Sportler             | Land | Run 1 | Run 2 | Run 3 | Best Score |
| ----- | -------------------- | ---- | ----- | ----- | ----- | ---------- |
| 1     | Gretchen Bleiler     | USA  | 90,00 | 96,66 | 06,66 | 96,66      |
| 2     | Kelly Clark          | USA  | 94,66 | 24,66 | 96,00 | 96,00      |
| 3     | Hannah Teter         | USA  | 44,33 | 70,00 | 25,33 | 70,00      |
| 4     | Sōko Yamaoka         | JPN  | 31,66 | 66,00 | 61,33 | 66,00      |
| 5     | Ellery Hollingsworth | USA  | 41,66 | 25,00 | 46,66 | 46,66      |
| 6     | Elena Hight          | USA  | 39,33 | 13,00 | 15,33 | 39,33      |

Datum: 30. Januar 2010

### Slopestyle
| Platz | Sportler              | Land | Run 1 | Run 2 | Run 3 | Best Score |
| ----- | --------------------- | ---- | ----- | ----- | ----- | ---------- |
| 1     | Jenny Jones           | GBR  | 80,00 | 46,66 | 92,66 | 92,66      |
| 2     | Jamie Anderson        | USA  | 89,33 | 40,00 | 63,33 | 89,33      |
| 3     | Janna Meyen-Weatherby | USA  | 23,33 | 73,33 | 75,66 | 75,66      |
| 4     | Kjersti Buaas         | NOR  | 31,66 | 19,66 | 43,33 | 43,33      |
| 5     | Hana Beaman           | USA  | 35,00 | 27,66 | 28,33 | 35,00      |
| 6     | Cheryl Maas           | NED  | 17,33 | 00,00 | 00,00 | 17,33      |

Datum: 31. Januar 2010